# Canalización (genética)

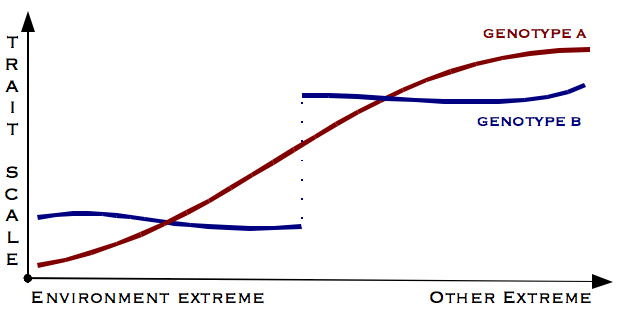
Normas de reacción de dos genotipos. El Genotipo B muestra una marcada distribución bimodal que indica diferenciación en fenotipos distintos. Cada fenotipo es amortiguado por la variación del entorno — es canalizado.

La canalización es una medida de la capacidad de un genotipo de producir el mismo fenotipo a pesar de la variabilidad de su entorno. El término canalización fue acuñado por C. H. Waddington, que también ayudó a explicar sus mecanismos de desarrollo. También introdujo el concepto de paisaje epigenético, en el que un carácter canalizado queda ilustrado mediante un valle encerrado entre altos riscos, "guiando" al fenotipo hacia su "destino".

## Ejemplo molecular
Recientemente, y partiendo de los experimentos llevados a cabo por Waddington en 1953, Rutherford y Lindquist aportaron un ejemplo molecular. La Hsp90 es una proteína chaperona que monitoriza el correcto plegamiento de algunos polipéptidos para formar proteínas. Rutherford y Lindquist sometieron a choque térmico a embriones de drosophila, convocando así a una enorme cantidad de Hsp90 citoplásmico para responder al estrés. La disminución en la normal actividad de monitorización de la Hsp90 produjo muchos cambios morfológicos en las moscas adultas. Las mutaciones homozigóticas del gen Hsp83, que codifica a la proteína Hsp90, son letales en Drosophila, pero las mutaciones heterozigóticas aumentan la proporción de anormalidades en el desarrollo, dando lugar a ojos, extremidades y alas deformes.  
Lo sorprendente del experimento fue que todas estas malformaciones desaparecieron en la siguiente población, en ausencia del estrés. Ante este resultado, Rutherford y Lindquist postularon la siguiente hipótesis: la Hsp90 está actuando de tampón para las mutaciones: las moscas han acumulado muchas mutaciones, pero su efecto queda suprimido por la Hsp90. Para probar esta hipótesis, cruzaron moscas que mostraban cambios morfológicos, emulando la acción de selección natural cuando hay grandes cambios ambientales. Las moscas resultantes mostraban cambios morfológicos incluso en ausencia de choque térmico: la cantidad de mutaciones acumuladas en estas moscas había superado a la capacidad de tampón de la Hsp90, por lo que estas moscas habían cambiado su valle epigenético.
Este tipo de mecanismos podrían ser responsables de las huellas de radiación adaptativa que encontramos en el registro fósil.